# Siler hanoicus
Siler hanoicus är en spindelart som beskrevs av Prószynski 1985. Siler hanoicus ingår i släktet Siler och familjen hoppspindlar. Inga underarter finns listade i Catalogue of Life.